# عبد الناصر بركات
عبد الناصر بركات (مواليد 15 مايو 1974) هو مدرب كرة قدم فلسطيني، ولاعب كرة قدم سابق لفريق مؤسسة البيرة منذ صغره قبل أن يعتزل كرة القدم مُبكرًا. دربَ العديد من الأندية الفلسطينية المَحلية وجميع المنتخبات الفلسطينية للفئات السنية، ويقود حاليًا تدريب منتخب فلسطين لكرة القدم، وهو حاصل على الشهادة التدريبية "Pro" من الاتحاد الأوروبي لكرة القدم.

## مسيرته
لعب عبد الناصر بركات كلاعب جناح أيسر لفريق مؤسسة البيرة وهو في عمر 17 عامًا، حيث لعب مع الفريق عدة سنوات، وكان هدافًا، ويلقب بالبلدوزر، ولعب لصفوف المنتخب الفلسطيني لمدة عامين.
وقد بدأت المسيرة التدريبية للمدرب عبد الناصر بركات مبكرًا وهو في عمر 23 عامًا، عندما عرضت عليه إدارة نادي مؤسسة اليبرة استلام فرق الفئات السنية، حيث حقق أكثر من 43 بطولة محلية على مستوى فلسطين منذ بدء عمله كمدرب لفرق الفئات السنية، كما حقق بعض الألقاب في بطولات ودية لفرق البراعم والأشبال والناشئين، مما دفع الاتحاد الفلسطيني لكرة القدم إلى تسليمه أولى مهامه لقيادة منتخب فلسطين تحت 14 عام.
استلم عبد الناصر بركات مهامه التدريبية الأولى مع منتخب فلسطين تحت 14 عام، ليقود بعد ذلك منتخب فلسطين تحت 17 عام في تصفيات أمم آسيا لذات الفئة، وكان آنذاك أصغر مدرب في كل التصفيات بعمر 25 عام، وحقق أول انتصار في تاريخ منتخبات الفئات السنية الفلسطينية بعد الفوز على البحرين بنتيجة 3-2 في التصفيات المذكورة التي جرت في اليمن، وحاز على جائزة أفضل مدرب في التصفيات.
بعد ذلك انتقل لتدريب المنتخب الفلسطيني تحت 19 عام، وبعد ذلك كانت القفزة النوعية الواضحة في مسيرة المدرب، عندما قاد المنتخب الأولمبي الفلسطيني في بطولة الألعاب الآسيوية في كوريا الجنوبية عام 2014، واستطاع خلالها التأهل للدور الثاني لأول مرة في تاريخ المشاركات الفلسطينية.
وقد استلم عبد الناصر بركات مهمة تدريب المنتخب الفلسطيني الأول في شهر مايو عام 2015، ليقوده في التصفيات الآسيوية المزدوجة المؤهلة لكأس العالم 2018 وأمم آسيا 2019، وقاد المنتخب في 19 مباراة رسمية وودية حتى نهاية عام 2017، حقق خلالها الفوز في 10 مباريات، وتعادل في 7 مباريات، وخسر مرتين فقط، وقد وصل المنتخب الفلسطيني بعد ذلك إلى أفضل تصنيف دولي له في تصنيف فيفا العالمي عندما احتل المرتبة 73 عالميا و7 آسيويًا.

### الإحصائيات التدريبية
آخر تحديث 14 نوفمبر 2017.
| الفريق  | من            | إلى            | السجل | السجل | السجل | السجل | السجل | السجل | السجل | السجل  |
| الفريق  | من            | إلى            | ل     | ف     | ت     | خ     | له    | عليه  | ف.أ   | فوز %  |
| ------- | ------------- | -------------- | ----- | ----- | ----- | ----- | ----- | ----- | ----- | ------ |
| فلسطين  | 18 أبريل 2015 | 19 ديسمبر 2017 | 19    | 11    | 6     | 2     | 57    | 12    | +45   | 057٫89 |
| المجموع | المجموع       | المجموع        | 19    | 11    | 6     | 2     | 57    | 12    | +45   | 057٫89 |

## الألقاب والإنجازات
حصل عبد الناصر بركات على عدد من الألقاب والإنجازات، وِمنها:
- لقب بطولة درع فلسطين من مؤسسة البيرة.
- لقب بطولة كأس فلسطين من مؤسسة البيرة.
- لقب بطولة أريحا الدولية العاشرة.
- أفضل مدرب في تصفيات آسيا للشباب 2011 من منتخب فلسطين للشباب.
- لقب بطولة النكبة الدولية الثالثة 2014 من منتخب فلسطين الأولمبي.
- التأهل للدور الثاني في دور الألعاب الآسيوية 2014 لأول مرة متصدرًا للمجموعة مع منتخب فلسطين الأولمبي.
- قيادة المنتخب الفلسطيني الأول لأفضل تصنيف دولي في تاريخه.
- تحقيق أطول سلسلة انتصارات متتالية وأطول سلسلة مباريات متتالية بدون خسارة مع المنتخب الفلسطيني الأو.ل
- التأهل لبطولة أمم آسيا 2019 مع منتخب فلسطين الأول.
- أفضل تنصيف للفيفا في تاريخ فلسطين 73 عالميا والسابع آسيويا.